# Kunstakademie Münster
Die Kunstakademie Münster in Münster/Westfalen ist eine Kunsthochschule im Range einer Universität mit Promotions- und Habilitationsrecht. Das Studienangebot beinhaltet den Studiengang „Freie Kunst“ sowie Lehramts(teil)studiengänge im Fach Kunst für die drei allgemeinbildenden Schulformen in Nordrhein-Westfalen.

## Geschichte
Im Jahr 1971 als Institut für Kunsterzieher der staatlichen Kunstakademie Düsseldorf in Münster gegründet, wurde die Hochschule 1987 selbständig. Die Akademie hat ihren Sitz seit 2001 auf dem sogenannten Leonardo-Campus, auf dem sich ursprünglich eine Kavalleriekaserne befand. Auf der Fläche der ehemaligen Reitplätze wurde nach den Plänen des österreichischen Architekten Günther Domenig das Hauptgebäude der Akademie errichtet, welches von einem denkmalgeschützten Gebäuderiegel umgeben wird, der ehemals Ställe und andere Einrichtungen der Kaserne beherbergte. Heute sind hier Klassenateliers und einige Werkstätten der Akademie untergebracht. Hier befindet sich auch die mit der FH Münster gemeinsam genutzte Bibliothek für Architektur, Design und Kunst.
Die Akademie veranstaltet seit dem Sommersemester 2009 die „Münster Lectures“ mit international bekannten Künstlern, Kuratoren und Kritikern.

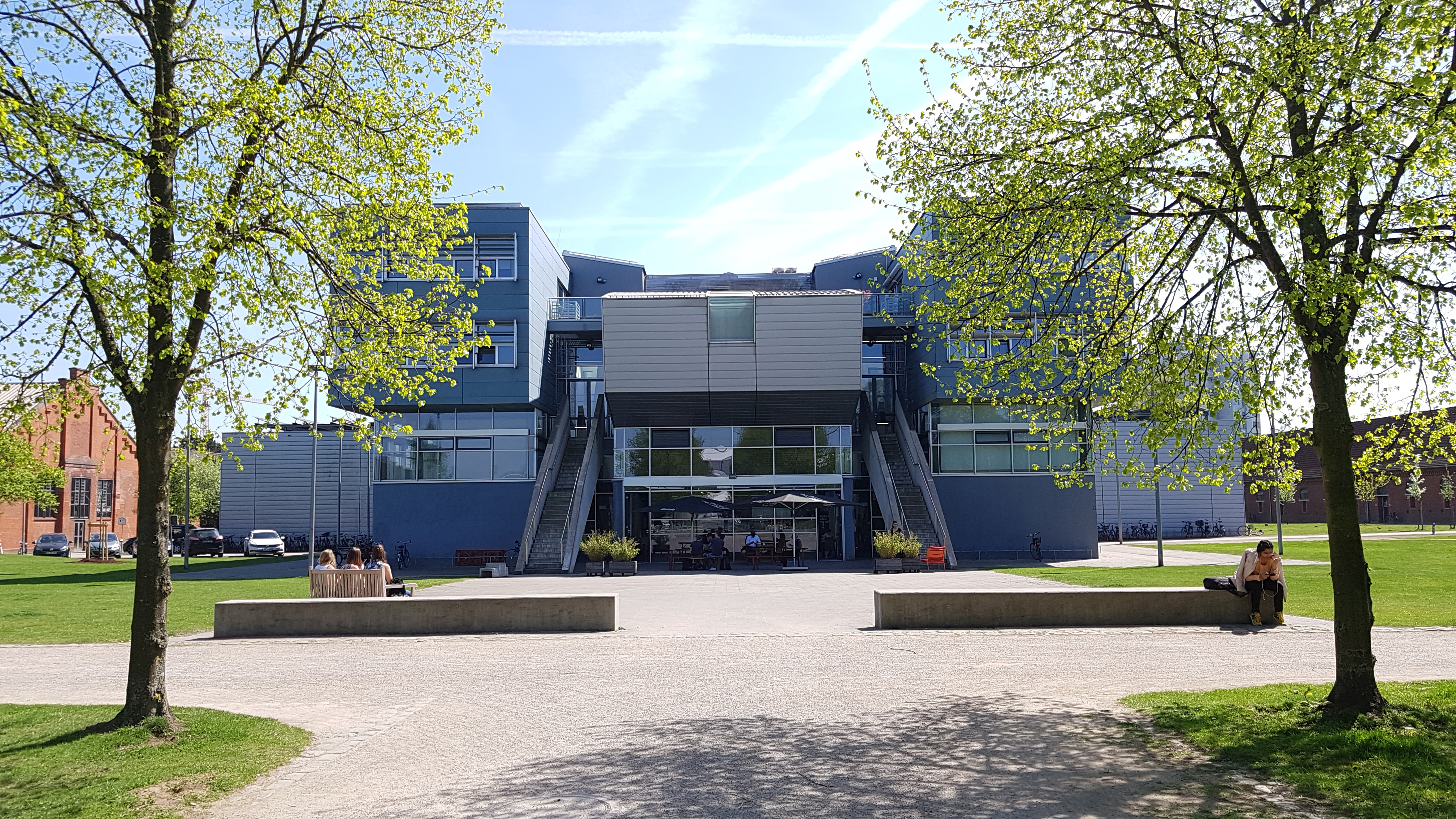
Hauptgebäude der Kunstakademie Münster, Leonardo-Campus

Die Stadt Mülheim an der Ruhr fördert seit 2019 die Kunstakademie Münster.
Folgende Künstlerinnen und Künstler aus Münster kamen bislang in den Genuss ein kostenfreies Atelier im historischen Schloß Styrum nutzen zu dürfen.
2019/2020: Julian Reiser (Malerei), Kunstakademie Münster
2020/2022: Yoana Tuzharova (Kunst im öffentlichen Raum / Performance), Kunstakademie Münster
2022/2024: Lara Kaiser (Malerei), Kunstakademie Münster

## Studienvoraussetzungen und Bewerbung
Voraussetzung für eine Zulassung zum Studium ist die künstlerische Eignung für den gewählten Studiengang. Diese wird durch Begutachtung der künstlerischen Arbeiten festgestellt, die in einer Mappe eingereicht werden müssen. Bei Lehramtsstudiengängen ist zusätzliche Voraussetzung die Allgemeine Hochschulreife (Abitur) oder eine als gleichwertig anerkannte Vorbildung z. B. als beruflich Qualifizierter.

## Studiengänge
Das Studium beginnt für die Studierenden aller Studiengänge in einem gemeinsamen Orientierungsbereich (2 Semester). Der erfolgreiche Abschluss dieses Bereichs ist eine Voraussetzung um das Studium in einer der aktuell 13 künstlerischen Klassen mit den Schwerpunkten Malerei, Bildhauerei/Installation, Bildhauerei/Kunst im öffentlichen Raum, Performance, Bricolage, Film und Video sowie Kooperative Strategien fortzusetzen. Die Klassen sind Ateliergemeinschaften von etwa 15 bis 35 Studierenden aller Studiengänge und Studiensemester, die von jeweils einem Künstler geleitet werden.
Ergänzt wird Atelierstudium durch Studien der künstlerischen Techniken und Verfahren in den Werkstätten der Akademie, der kunstbezogenen Wissenschaften in den Bereichen Kunstgeschichte/Kunstwissenschaft, Kunst und Öffentlichkeit, Theorien der Kunst und der Medien sowie der Kunstdidaktik, Kunst-/Kulturpädagogik und der Ästhetischen Bildung sowie durch schulische bzw. außerschulische lehramtsbezogene Praxisphasen.
Die Prüfungsordnungen sehen für alle Studiengänge u. a. eine abschließende Ausstellung (Examensausstellung) mit Prüfungsgespräch vor. Für hervorragende künstlerische Leistungen kann der Meisterschüler-Titel verliehen werden.

### Freie Kunst
Das Studium „Freie Kunst“ wird mit dem Akademiebrief abgeschlossen, der einem Diplom-Grad entspricht. Die Regelstudienzeit beträgt 10 Semester. Das Studium der Freien Kunst setzt keine Festlegung auf ein künstlerisches Medium (zum Beispiel Malerei, Bildhauerei) voraus. Die Wahl des Mediums bleibt während des gesamten Studiums frei.

### Lehramtsstudiengänge
Die Kunstakademie bietet Lehramts(teil)studiengänge im Fach Kunst für die drei allgemeinbildenden Schulformen in NRW an. In diesem Rahmen arbeitet die Kunstakademie seit Jahrzehnten mit der Westfälischen Wilhelms-Universität zusammen. Das Fach Kunst wird an der Akademie studiert, alle anderen Studienanteile, wie das weitere Unterrichtsfach und die Bildungswissenschaften, werden an der Universität absolviert. Das Praxissemester, organisatorisch vom Zentrum für Lehrerbildung der Universität durchgeführt, wird mit Kooperationsschulen der Kunstakademie realisiert.
Die Studiengänge gliedern sich je nach Schulformausrichtung in einen 6-semestrigen Bachelor-Studiengang (Bachelor of Arts (BA) oder Bachelor of Education (BEd)) sowie 4-semestrige Master-Studiengänge (Master of Education).
Im Einzelnen führen die Studiengänge zum schulischen Lehramt:
- für Gymnasien und Gesamtschulen als Ein-Fach Studium Kunst (BEd/MEd),
- für Gymnasien und Gesamtschulen als Zwei-Fächerstudium (BA/MEd),
- für Haupt-, Real, Sekundar- und Gesamtschulen (BA/MEd),
- für Grundschulen (BA/MEd).

Im Rahmen der Einführung des Bachelor-Master-Modells für alle Lehramtsstudiengänge in NRW blieben die künstlerischen Studienanteile auch für ihre Lehramtsstudierenden erhalten. Das künstlerische Atelierstudium findet gemeinsam mit den Studierenden der Freien Kunst in den künstlerischen Klassen statt. Dies ermöglicht den Lehramtsstudierenden eine praktische künstlerische Ausbildung auf dem Niveau des Studiengangs Freie Kunst.

## Rektoren
- Manfred Schneckenburger 1995–2003
- Udo Scheel 2003–2005
- Maik Löbbert 2005–2021
- Nina Gerlach seit 1. April 2021

## Bekannte Professoren (Auswahl)
- Daniele Buetti, Fotografie, 2004–2022
- Mariana Castillo Deball, Bildhauerei, seit 2015
- Keren Cytter, Erweiterte Fotografie, seit 2022
- Ayse Erkmen, Bildhauerei, 2010–2015
- Georg Imdahl, Kunst und Öffentlichkeit, seit 2009
- Katharina Fritsch, Bildhauerei, 2001–2010
- Hans Paul Isenrath, Bildhauerei, 1972–2001
- Suchan Kinoshita, Malerei, seit 2006
- Maik und Dirk Löbbert, Bildhauerei, seit 2001
- Aernout Mik, Bildhauerei, seit 2011
- Lutz Mommartz, Kino, 1978–1999
- Manfred Schneckenburger, Kunst und Öffentlichkeit und Rektor, 1991–2004
- Udo Scheel, Malerei und Grafik, 1972–2005
- Norbert Tadeusz, Malerei, 1973–1988
- Jessica Ullrich, Ästhetik und Kunstwissenschaft, seit 2019
- Timm Ulrichs, Bildhauerei, 1972–2005
- Nicoline van Harskamp, Performance, seit 2016
- Henk Visch, Bildhauerei, 2005–2017

## Bekannte ehemalige Studierende
- Lars Breuer, Maler, Grafiker und Installationskünstler
- Matthias Brock, Maler
- Katharina Grosse, Malerin
- Esther Horn, Malerin
- Milo Köpp, Bildhauer
- Martina Meyer-Heil, Malerin, Bildhauerin
- Ursula Neugebauer, Installationskünstlerin
- Silke Rehberg, bildende Künstlerin
- Johanna Reich, Videokünstlerin
- Thomas Rentmeister, Bildhauer
- Dirk Schlichting, Installationskünstler
- Gregor Schneider, Installationskünstler
- Dorothea Schüle, Malerin
- Gabriele Seifert, Malerin, Videokünstlerin
- Jürgen Stollhans, Installationskünstler
- Norbert Tschirpke, Maler
- Susanne Weirich, Fotografin, Installationskünstlerin
- Claudia Wissmann, Lichtkünstlerin
- Michael Witlatschil, Bildhauer
- Thomas Wrede, Fotograf
- Sukyun Yang & Insook Ju, Video- und Computerkünstler

## Veröffentlichungen (Auswahl)
- Jahrbuch der Kunstakademie Münster 2012 (Hrsg.): Kunstakademie Münster, 2013, ISBN 978-3-928682-73-94-7.
- Jahrbuch der Kunstakademie Münster 2013 (Hrsg.): Kunstakademie Münster, 2014, ISBN 978-3-944784-00-7.
- Jahrbuch der Kunstakademie Münster 2014 (Hrsg.): Kunstakademie Münster, 2015, ISBN 978-3-944784-07-6.
- Jahrbuch der Kunstakademie Münster 2015 (Hrsg.): Kunstakademie Münster, 2016, ISBN 978-3-944784-15-1.
- Jahrbuch der Kunstakademie Münster 2016 (Hrsg.): Kunstakademie Münster, 2017[7]